# Szlak do Santa Fe
Szlak do Santa Fe (ang. Santa Fe Trail) – amerykański western z 1940 roku w reżyserii Michaela Curtiza z Errolem Flynnem, Olivią de Havilland, Raymondem Masseyem i Ronaldem Reaganem w rolach głównych.

## Obsada
- Errol Flynn – James „Jeb” Stuart
- Olivia de Havilland – Kit Carson Holliday
- Raymond Massey – John Brown
- Ronald Reagan – George Custer
- Alan Hale – Tex Bell
- William Lundigan – Bob Holliday
- Van Heflin – Carl Rader
- Gene Reynolds – Jason Brown
- Henry O’Neill – Cyrus K. Holliday
- Guinn Williams – Windy Brody
- Alan Baxter – Oliver Brown
- Moroni Olsen – Robert E. Lee
- Erville Alderson – Jefferson Davis

## Fabuła

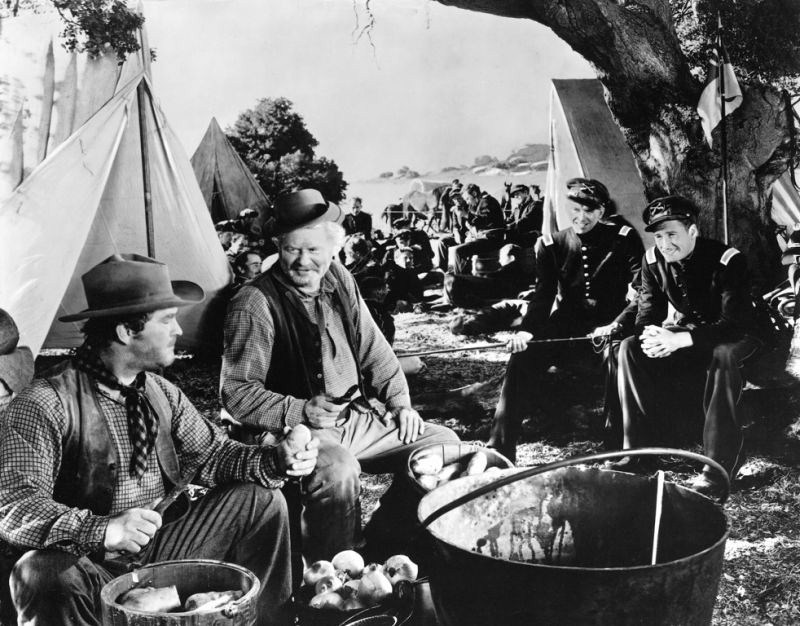
Kadr z filmu

Akcja filmu rozpoczyna się w 1854 roku. Z Wojskowej Akademii West Point zostaje wyrzucony kadet Carl Rader, który wdał się w bójkę ze swoimi kolegami. Jej pozostali uczestnicy Jeb Stuart i George Custer, kończą uczelnię, ale zaraz po niej zostają wysłani na służbę do Fortu Leavenworth uznawanego za jeden z najniebezpieczniejszych. Po drodze spotykają Cyrusa Hollidaya, odpowiedzialnego za budowę linii kolejowej do Santa Fe, oraz jego córkę  Kit, w której obaj się zakochują.
Okazuje się, że Terytorium Kansas, gdzie znajduje się Fort Leavenworth jest nękane ciągłymi atakami fanatycznego abolicjonisty Johna Browna, który prowadzi krucjatę przeciwko niewolnictwu. Jest on także byłym nauczycielem Carla Radera, który postanawia się do niego przyłączyć. Podczas jednego z ataków Browna na wojskowy transport, Stuart i Custer chwytają jego syna – Jasona, który przed śmiercią wyjawia im miejsce pobytu ojca. Stuart w przebraniu udaje się we wskazane miejsce, ale zostaje rozpoznany przez Radera. Kiedy usiłuje zbiec, wpada w pułapkę, ale zostaje uratowany przez Custera, który przybywa z oddziałem kawalerii.
Sądząc, że Brown został pokonany, a jego siły rozgromione, żołnierze wracają do Waszyngtonu, gdzie Stuart oświadcza się Kit. Tymczasem Brown planuje na nowo rozpętać powstanie przeciwko niewolnictwu atakując arsenał w Harpers Ferry. Ponieważ odmawia zapłaty Raderowi za jego usługi, ten udaje się do Waszyngtonu, by powiadomić swoich dawnych kolegów o planach Browna. Dzięki temu w ostatniej chwili oddziałom wojska udaje się powstrzymać rebelię.

## Produkcja
Pierwotnie rolę George’a Custera miał zagrać Dennis Morgan, jednak ostatecznie jego miejsce zajął Ronald Reagan. Rozważano również Johna Wayne’a.
Zdjęcia rozpoczęto w lipcu 1940 roku i kręcono je na ranczu Lasky Movie w dolinie San Fernando, Sonorze i Warner Ranch.
Film był często mylony z produkcją Raoula Walsha Umarli w butach (1941), która miała swoją premierę rok po Szlaku do Santa Fe. W obu filmach Olivia de Havilland gra główną rolę żeńską, a Flynn zastępuje Reagana w roli Custera.

## Domena publiczna
W 1968 film trafił do domeny publicznej. Stało się tak, ponieważ United Artists Television, właściciel praw autorskich do produkcji Warner Bros. stworzonych przed 1950, nie zdołał ich przedłużyć. Dzięki temu film był szeroko rozpowszechniony na VHS, Laserdisc i DVD. W latach 80. pojawiła się wersja w kolorze, którą wydano na kasetach VHS. Obecnie jest on dostępny m.in. w serwisie YouTube i Internet Archive.